# 史蒂芬-奧特瑪彗星
史蒂芬-奧特瑪彗星（38P/Stephan–Oterma）是一顆週期彗星，軌道周期為38年。史蒂芬-奧特瑪彗星符合哈雷型彗星的經典定義（20年 < 週期 < 200年）。

## 觀測史
1867年1月22日，耶羅姆·尤金·科吉亞在法國馬賽天文台發現史蒂芬-奧特瑪彗星。1月25日，讓·瑪里·愛德華·史提芬確認這是一顆彗星。1942年11月6日，芬蘭天文學家利斯·奧特瑪發現史蒂芬-奧特瑪彗星。
發現史蒂芬-奧特瑪彗星上一次抵達近日點是在2018年11月10日。2017年6月24日，泛星計畫再發現史蒂芬-奧特瑪彗星，當時距離太陽5.3天文單位。史蒂芬-奧特瑪彗星下一次經過近日點是2056年8月28日。

## 外部連結
- Orbital simulation （页面存档备份，存于） from JPL (Java) / Ephemeris （页面存档备份，存于）
- Gary W. Kronk's Cometography page for 38P （页面存档备份，存于）